# Canthon hartmanni
Canthon hartmanni är en skalbaggsart som beskrevs av Henry Fuller Howden och Gill 1987. Canthon hartmanni ingår i släktet Canthon och familjen bladhorningar. Inga underarter finns listade.